# Josephus Abraham de Goffau

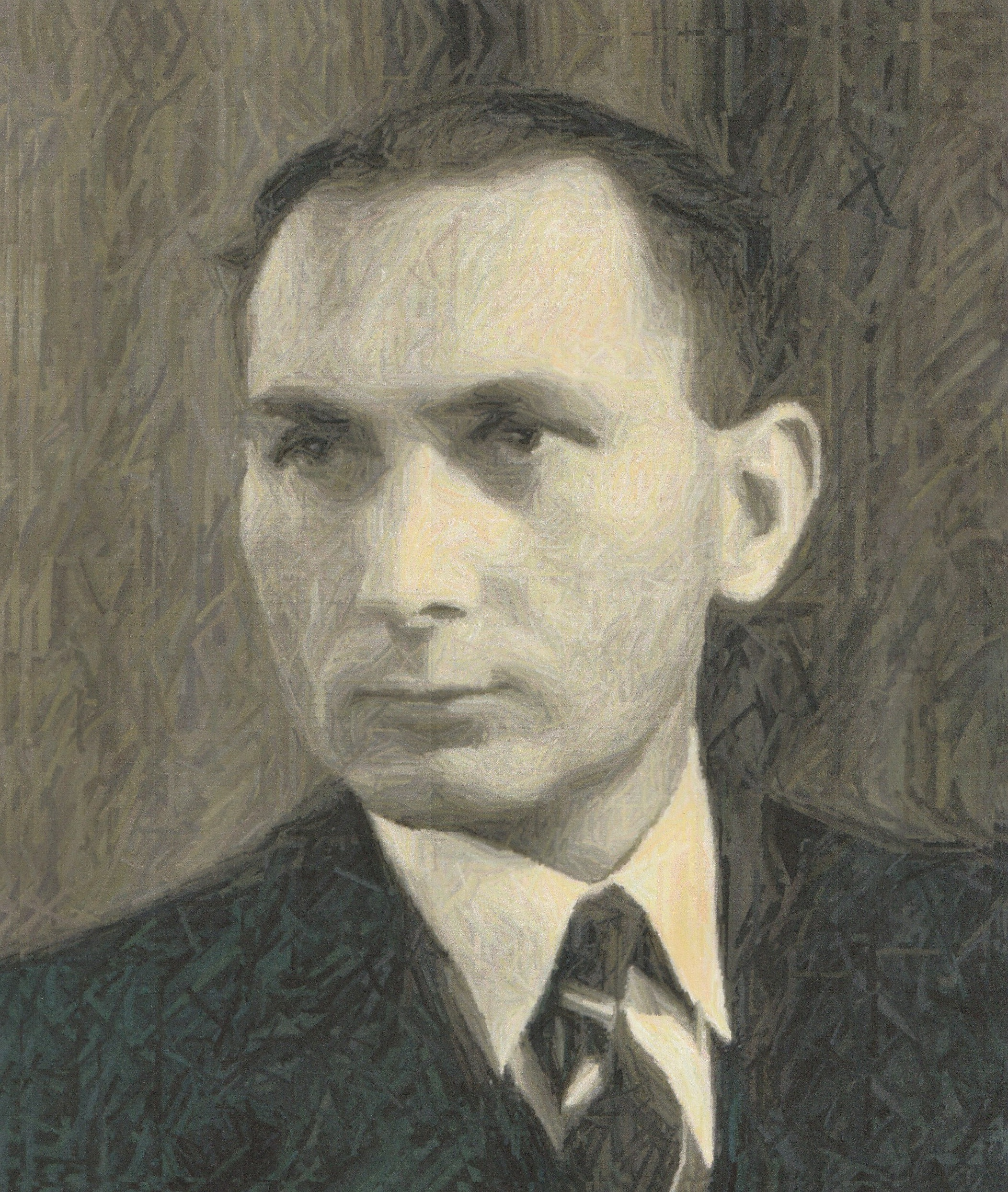
Burgemeester J. A. de Goffau

Josephus Abraham de Goffau (Rilland-Bath, 9 april 1906 – aldaar, 1 februari 1953) was een Nederlands politicus. 

## Burgemeester van Rilland-Bath
Hij werd geboren als zoon van Marinus de Goffau (1874-1937, kleermaker) en Wilhelmina Blok (1875-1961). Hij was volontair bij de gemeentesecretarie van Krabbendijke en werkte daar later ook als ambtenaar. Vervolgens trad hij in dienst bij gemeente Rilland-Bath waar hij in 1933 de kort daarvoor overleden W. Griep opvolgde als gemeentesecretaris. De Goffau was van juni 1944 tot de bevrijding in oktober 1944 ondergedoken. In 1946 werd hij benoemd tot burgemeester van Rilland-Bath.

## Verdronken bij de Watersnoodramp
Bij de watersnoodramp van 1953 verdronk hij op 46-jarige leeftijd. Dat was tijdens die rampnacht op weg naar Bath om de mensen te willen evacueren. Nadat het stoffelijk overschot van De Goffau in maart 1953 was gevonden, werd hij tijdelijk begraven in Krabbendijke. In september 1953 kreeg hij onder grote belangstelling met veel egard zijn definitieve rustplaats in Rilland-Bath.

## Monument voor burgemeester De Goffau

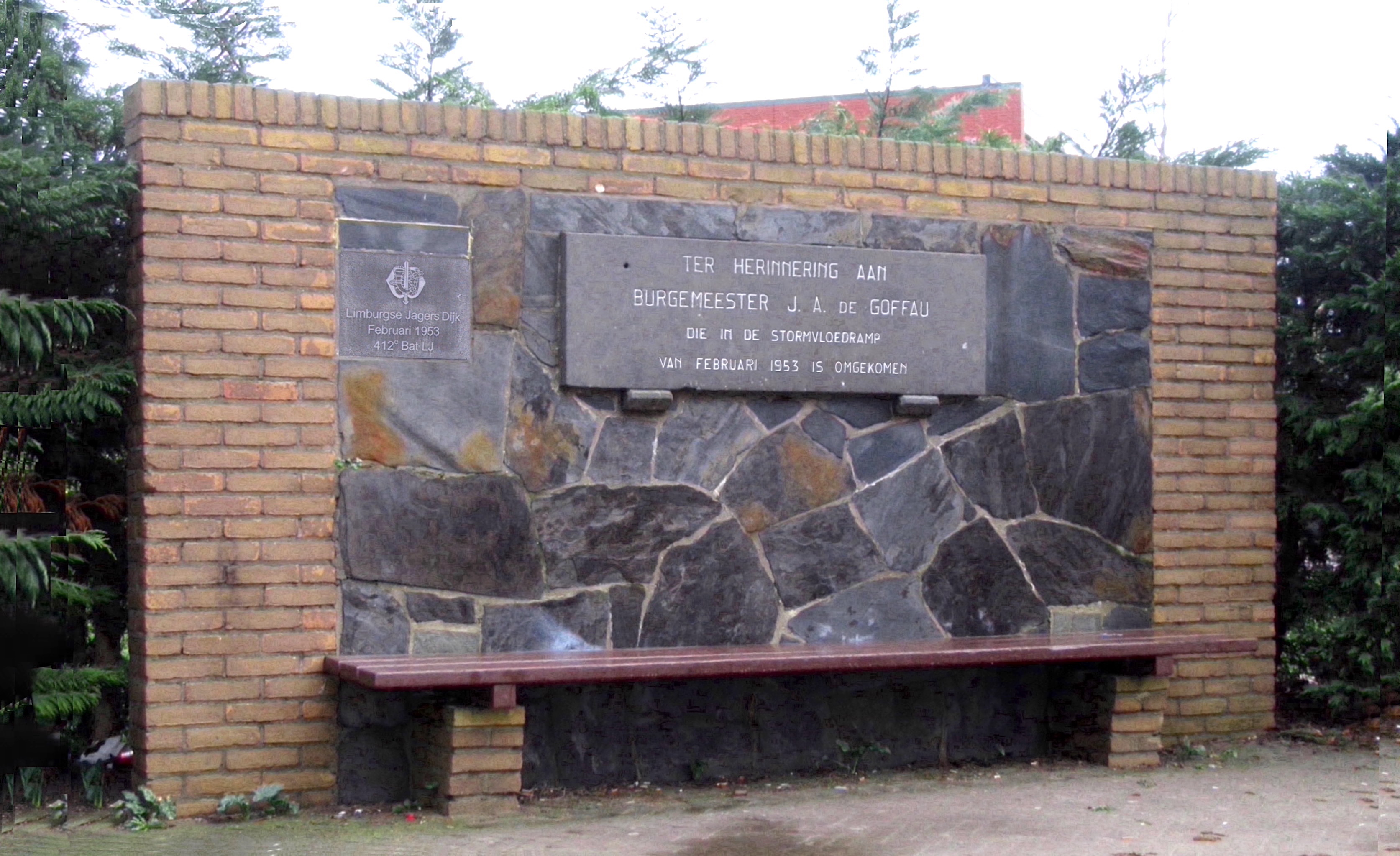
Burgemeester De Goffau bank

In Rilland is een monument geplaatst ter nagedachtenis aan burgemeester De Goffau. Uit respect voor wat deze burgemeester heeft betekend voor Rilland-Bath en het moedig optreden tijdens de rampnacht. Het monument draagt de tekst:  
TER HERINNERING AAN BURGEMEESTER J.A. DE GOFFAU                                                                                                DIE IN DE STORMVLOEDRAMP VAN FEBRUARI 1953 IS OMGEKOMEN
Het monument is ontworpen door architect Bakker uit Dordrecht. Classificatie en vormstijl: Traditionalisme, Delftse School. De onthulling van het monument was zaterdag 7 november 1959 te Rilland-Bath door mevrouw D.M. de Goffau-Vos, weduwe van wijlen burgemeester De Goffau.  